# Prestiti scaduti
Prestiti scaduti è un romanzo di Petros Markarīs del 2010, pubblicato in Italia nel 2011 da Bompiani.

## Trama
Nella Grecia della crisi (estate del 2010), il commissario Charitos e sua moglie Adriana festeggiano il matrimonio della figlia Caterina con il suo storico fidanzato Fanis. Charitos è talmente felice da aver perfino deciso di cambiare la sua storica e gloriosa Mirafiori con una Seat Ibiza dotata di navigatore satellitare.
La festa del commissario purtroppo dura poco perché Charitos si trova di fronte a uno caso misterioso ed inusuale: l'ex direttore di una grossa banca viene trovato morto nel giardino della sua lussuosa villa, probabilmente decapitato con una spada. L'assassino ha lasciato un misterioso biglietto con la lettera "D".
Qualche giorno dopo un altro direttore di banca, un inglese, viene trovato anch'egli decapitato con un colpo netto come in uno strano rituale. La nazionalità straniera della seconda vittima mette in agitazione le autorità e si diffonde il sospetto che si possa trattare di un piano organizzato di natura terroristica. Scotland Yard giunge in aiuto per aiutare il Nucleo Antiterrorismo ed i superiori di Charitos gli sottraggono quasi subito l'indagine.
Contemporaneamente compaiono sia su adesivi incollati sui muri di Atene che in annunci a pagamento in alcuni quotidiani espliciti incitamenti alla “disubbidienza finanziaria”, che invitano la popolazione a non preoccuparsi dei contenziosi con le banche e degli eventuali debiti contratti. Questo fatto, e due successivi omicidi di banchieri avvenuti nuovamente tramite decapitazione, portano l'allerta ai massimi livelli.
Charitos non crede tuttavia all'ipotesi terroristica e continua clandestinamente la sua indagine con l'aiuto del genero Fanis, il quale lo mette in contatto con un suo paziente in gravi condizioni ma lucido di mente. Il commissario, muovendosi tra i meandri della città di Atene stremata dalla crisi e seguendo le tracce di strani versamenti effettuati da un misterioso benefattore sui conti correnti di alcuni famosi ex-sportivi, scopre infine la verità.